# 蠡湖公园

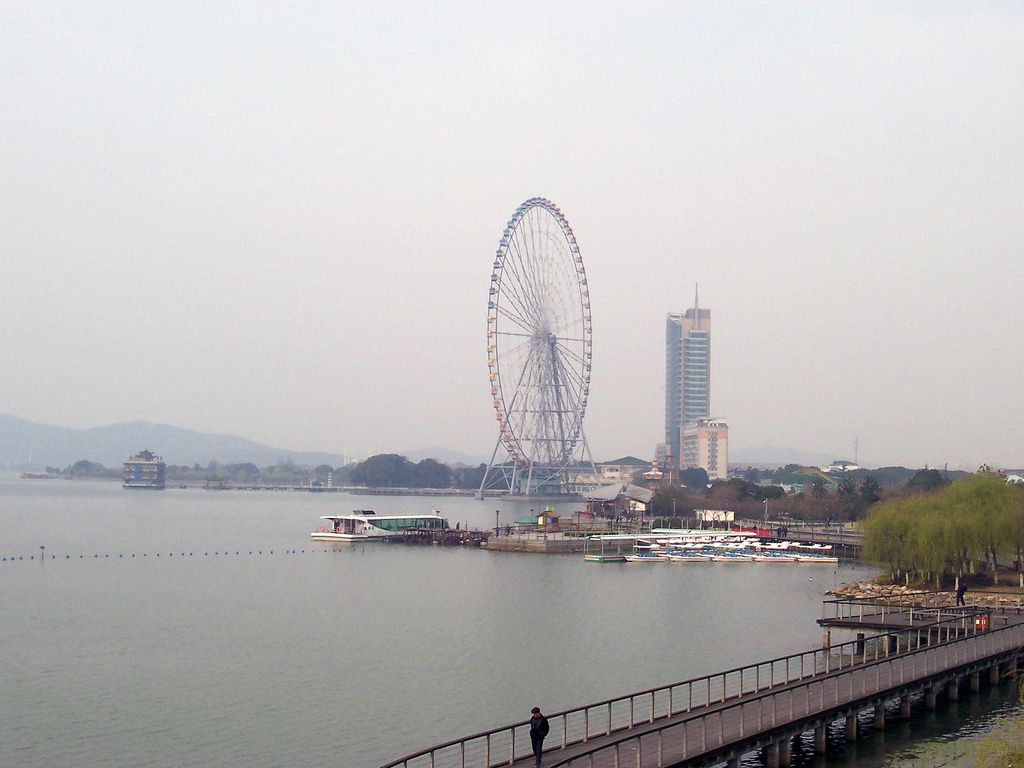
蠡湖

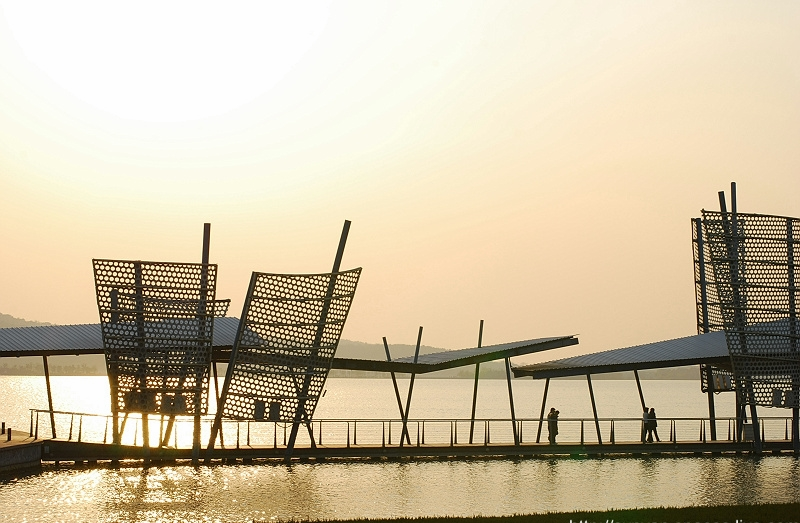
蠡湖之光

蠡湖公园是位于中国江苏省无锡市滨湖区蠡湖北岸、蠡湖大桥西北侧的一座开放式免费公园。

## 历史
2005年10月1日起正式对外开放。该园占地面积300亩，由美国泛亚易道公司和无锡园林设计所合作设计。园内以植物造景为主，建有“春之媚”、“夏之秀”、“秋之韵”、“冬之凝”四季花木林带。环水而筑圆形百米长廊——水镜廊，展示古今赞美太湖的名人诗词、绘画、雕塑精品。